# Schizomavella triavicularia
Schizomavella triavicularia är en mossdjursart som beskrevs av Soule, Soule och Chaney 1995. Schizomavella triavicularia ingår i släktet Schizomavella och familjen Bitectiporidae. Inga underarter finns listade i Catalogue of Life.